# 불모산
불모산(佛母山)은 대한민국 경상남도 창원시 성산구, 진해구, 김해시에 걸쳐 있는 산이다. 오늘날 신 낙남정맥의 산으로 해석된다. 

## 방송 송신 시설
| 디지털TV  |                            |           |                     |       |                                                              |
| 가상채널  | 방송국명                   | 호출부호  | 물리채널            | 출력  | 가시청권                                                     |
| CH 6-1    | KNN DTV                    | HLDG-DTV  | CH 33               | 2.5㎾ | 창원, 김해, 통영, 거제, 함안, 밀양, 창녕, 의령, 고성, 서부산 |
| CH 7-1    | KBS창원 DTV2               | HLKD-DTV  | CH 25               | 2.5㎾ | 창원, 김해, 통영, 거제, 함안, 밀양, 창녕, 의령, 고성, 서부산 |
| CH 9-1    | KBS창원 DTV1               | HLAI-DTV  | CH 22               | 2.5㎾ | 창원, 김해, 통영, 거제, 함안, 밀양, 창녕, 의령, 고성, 서부산 |
| CH 10-1   | EBS 1TV                    | HLQL-DTV  | CH 32               | 2.5㎾ | 창원, 김해, 통영, 거제, 함안, 밀양, 창녕, 의령, 고성, 서부산 |
| CH 10-2   | EBS 2TV                    |           | CH 32               | 2.5㎾ | 창원, 김해, 통영, 거제, 함안, 밀양, 창녕, 의령, 고성, 서부산 |
| CH 11-1   | MBC경남 창원 DTV           | HLAP-DTV  | CH 26               | 2.5㎾ | 창원, 김해, 통영, 거제, 함안, 밀양, 창녕, 의령, 고성, 서부산 |
| FM라디오  |                            |           |                     |       |                                                              |
| 주파수    | 방송국명                   | 호출부호  |                     | 출력  | 가시청권                                                     |
| 90.9㎒    | KNN 러브FM                 | HLDG-SFM  |                     | 5㎾   | 창원, 김해, 통영, 거제, 함안, 밀양, 창녕, 의령, 고성, 서부산 |
| 91.7㎒    | KBS창원 제1라디오          | HLAI-SFM  |                     | 5㎾   | 창원, 김해, 통영, 거제, 함안, 밀양, 창녕, 의령, 고성, 서부산 |
| 93.9㎒    | KBS창원 음악FM             | HLAI-FM   |                     | 1㎾   | 창원, 김해, 통영, 거제, 함안, 밀양, 창녕, 의령, 고성, 서부산 |
| 95.5㎒    | tbn 경남교통방송           | HLEE-FM   |                     | 1㎾   | 창원, 김해, 통영, 거제, 함안, 밀양, 창녕, 의령, 고성, 서부산 |
| 98.1㎒    | febc창원극동방송           | HLDD-FM   |                     | 5㎾   | 창원, 김해, 통영, 거제, 함안, 밀양, 창녕, 의령, 고성, 서부산 |
| 98.9㎒    | MBC경남 창원 라디오        | HLAP-SFM  |                     | 3㎾   | 창원, 김해, 통영, 거제, 함안, 밀양, 창녕, 의령, 고성, 서부산 |
| 100.5㎒   | MBC경남 창원 FM4U          | HLAP-FM   |                     | 1㎾   | 창원, 김해, 통영, 거제, 함안, 밀양, 창녕, 의령, 고성, 서부산 |
| 102.5㎒   | KNN 파워FM                 | HLDG-FM   |                     | 1㎾   | 창원, 김해, 통영, 거제, 함안, 밀양, 창녕, 의령, 고성, 서부산 |
| 104.3㎒   | EBS FM                     | HLQL-FM   |                     | 3㎾   | 창원, 김해, 통영, 거제, 함안, 밀양, 창녕, 의령, 고성, 서부산 |
| 106.1㎒   | KBS창원 제2라디오(HappyFM) | HLKD-SFM  |                     | 3㎾   | 창원, 김해, 통영, 거제, 함안, 밀양, 창녕, 의령, 고성, 서부산 |
| 106.9㎒   | CBS경남 라디오             | HLCC-FM   |                     | 3㎾   | 창원, 김해, 통영, 거제, 함안, 밀양, 창녕, 의령, 고성, 서부산 |
| 지상파DMB |                            |           |                     |       |                                                              |
| 방송국명  | 채널목록                   | 호출부호  | 채널(주파수)        | 출력  | 가시청권                                                     |
| Busan MBC | myMBC TV                   | HLKU-TDMB | CH 12-A (205.280㎒) | 2㎾   | 부산, 김해, 진해, 거제 일부                                  |
| U-KBS     | KBS STAR                   | HLKB-TDMB | CH 12-B (207.008㎒) | 2㎾   | 부산, 김해, 진해, 거제 일부                                  |
| U-KBS     | HD KBS STAR                | HLKB-TDMB | CH 12-B (207.008㎒) | 2㎾   | 부산, 김해, 진해, 거제 일부                                  |
| U-KBS     | KBS HEART                  | HLKB-TDMB | CH 12-B (207.008㎒) | 2㎾   | 부산, 김해, 진해, 거제 일부                                  |
| U-KBS     | KBS MUSIC                  | HLKB-TDMB | CH 12-B (207.008㎒) | 2㎾   | 부산, 김해, 진해, 거제 일부                                  |
| KNN DMB   | KNNu                       | HLDG-TDMB | CH 12-C (208.736㎒) | 2㎾   | 부산, 김해, 진해, 거제 일부                                  |
| KNN DMB   | ubc u                      | HLDG-TDMB | CH 12-C (208.736㎒) | 2㎾   | 부산, 김해, 진해, 거제 일부                                  |